# Max Brunello
Max Brunello (* 1867; † 2. August 1935 in Graz) war ein steirischer Höhlenforscher italienischer Herkunft.

## Biografie
Max Brunello trat 1893 der kurz zuvor gegründeten Gesellschaft für Höhlenforschung in Steiermark bei. Dank seiner Liebe zur Sache und seiner Unerschrockenheit war er bei seinen Höhlenforscherkollegen bald sehr geschätzt. Er befuhr als erstes die Schächte am Schöckl und fertigte die ersten noch erhaltenen Skizzen und Beschreibungen der erforschten Höhlen an.
Mit Prof. Vinzenz Hilber,  dem Vorstand der geologischen Abteilung des Landesmuseums Joanneum, erstellte er den ersten Höhlenkataster, welcher im Jahre 1894 bereits 150 Höhlen umfasste.
Sein Name ist jedoch mit der Entdeckung und Erforschung der Lurgrotte sehr eng verbunden. Dank einer glücklichen Fügung war er bei der 4. Exkursion in der Lurgrotte nicht dabei, bei welcher die anderen Forscher eingeschlossen wurden. So konnte er dank seiner Ortskenntnis zur Rettung seiner Kameraden beitragen. Max Brunello wurde deshalb von Kaiser Franz Josef mit dem Silbernen Verdienstkreuz ausgezeichnet.